# نجوى عبد المجيد
نجوى عبد المجيد هي عالمة وراثة وأستاذة الوراثة البشرية وتقييم بحوث الأطفال ذوي الاحتياجات الخاصة ورئيس فريق البحث العلمي بالمركز القومي للبحوث. اكتشفت بعض الطفرات الوراثية وهي من أوائل الباحثين في مصر الذين أثبتوا وجود الخلل الجيني وزيادة احتمال حدوثه في حالات زواج الأقارب. عُدت أول عالمة عربية تفوز بجائزة لوريال واليونسكو لعام 2002، في مُكافأة على أبحاثها للأطفال ذوي الاضطرابات الجينية.

## عنها
تحمل شهادة الدكتوراه في علم الوراثة البشرية من المركز القومي للبحوث. وهي أخصائية في علم الوراثة في معهد علم الوراثة في كاليفورنيا وجامعة ييل. وزميل بجامعة أوبسالا بالسويد. هي مُؤسس مجموعة أبحاث التوحد في المركز القومي للبحوث. وأشرفت على حوالي 70 درجة دكتوراه ورسائل الماجستير. 

## الجوائز
- جوائز لوريال-اليونسكو للمرأة في العلوم.
- جائزة الدولة الوطنية للتميز في التكنولوجيا المتقدمة.